# Virtus Pallacanestro Bologna 1971-1972

## Roster
Norda Bologna 1971-72
- Giorgio Buzzavo (capitano)
- Renato Albonico
- Loris Benelli
- Enrico Beretta
- Gianni Bertolotti
- Vittorio Ferracini
- John Fultz
- Pierangelo Gergati
- Mario Martini
- Massimo Sacco
- Luigi Serafini

## Staff Tecnico
- Allenatore:  Vittorio Tracuzzi, dal 22 novembre  Nico Messina

## Risultati
- Serie A: 5ª classificata su 12 squadre (11-11)
- Coppa Italia: eliminata ai quarti di finale